# 鄭梓健
鄭梓健（英語：Cheng Tsz-kin，1991年—），香港民主派人士，前香港黃大仙區議會竹園北選區議員。

## 政治生涯
2019年11月24日，鄭梓健首度參與區議會選舉，在竹園北選區以4,221票，擊敗僅得3,384票，尋求連任的九龍社團聯會丁志威，成功當選。
2021年5月24日，黃大仙竹園北區議員鄭梓健下午宣布，決定辭去黃大仙區議員一職。
他下午在社交媒體發文指，最初希望可以將代表香港人的聲音帶入體制，利用民選議員的身份協助立法會選舉及爭取選委票，從而影響特首選舉。他指，議會運作被政府以各種行政手段阻撓，立法會選舉制度及選委會的組成亦被更改，「當初想做嘅嘢全部落空」，並指「宣誓更尤如一把利劍掛喺頭上」 ，自己最終敵不過恐懼，因此決定辭去黃大仙區議員一職。
他指，對於未能完成任期一事感到遺憾，並指自己雖然做得不夠好，但仍感受到街坊的支持及包容，並感謝曾為他提供協助的前輩、朋友及街坊。他續指，會努力成為一個更勇敢的人，「以待將來再有我能夠獻身嘅時候」。

## 外部連結
鄭梓健的Facebook專頁
| 議會席位      | 議會席位                                                 | 議會席位    |
| ------------- | -------------------------------------------------------- | ----------- |
| 前任： 丁志威 | 黃大仙區議會 竹園北選區區議員 2020年1月1日—2021年5月31日 | 繼任： 懸空 |